# Gareth Edwards
Gareth Edwards (Nuneaton, 1 juni 1975) is een Britse filmregisseur en scenarioschrijver. Hij is vooral bekend als regisseur van de sciencefictionfilms Monsters (2010) en Godzilla (2014). In 2014 werd hij door Disney in dienst genomen om Rogue One: A Star Wars Story (2016) te regisseren.

## Biografie

### Jeugd
Gareth Edwards werd in 1975 geboren in het Engelse Nuneaton. Hij is van Welshe afkomst. Na zijn studies aan de Higham Lane School sloot hij zich aan bij de University for the Creative Arts in Farnham. Hij behaalde een bachelordiploma in de richting Film & Video.

### Carrière
Edwards begon zijn carrière met het creëren van speciale effecten. Zo werkte hij mee aan de digitale effecten van tv-series als Horizon, Nova, Perfect Disaster en Heroes and Villains. Voor Perfect Disaster werd hij in 2006 genomineerd voor een Emmy Award in de categorie "Outstanding Special Visual Effects for a Series".
In 2010 schreef en regisseerde hij de sciencefictionfilm Monsters, waarvoor hij zelf ook de speciale effecten ontwikkelde. De cast van het project bestond uit de acteurs Scoot McNairy en diens latere echtgenote Whitney Able. De film beschikte over een budget van 500.000 dollar en bracht meer dan 4 miljoen op. Het leverde Edwards zijn eerste BAFTA-nominatie op.
In januari 2011, enkele maanden na het succes van Monsters, kreeg Edwards de kans om de remake Godzilla (2014) te regisseren. De blockbuster bracht in 2014 meer dan 500 miljoen dollar op en kreeg overwegend positieve recensies, waarna een sequel van de film werd aangekondigd.
In mei 2014 werd Edwards door Walt Disney Pictures aangenomen om de Star Wars-spin-off Rogue One (2016) te regisseren.

## Prijzen en nominaties
BAFTA
2001 – Best Visual Effects (Television): Horizon (genomineerd)
2006 – Best Visual Effects (Television): Hiroshima (gewonnen)
2010 – Outstanding Debut by a British Writer, Director or Producer: Monsters (genomineerd)
Emmy Award
2006 – Outstanding Special Visual Effects for a Series: Perfect Disaster (genomineerd)

## Filmografie
| Jaar | Titel                        | Regisseur | Scenarist | Visuele effecten |
| ---- | ---------------------------- | --------- | --------- | ---------------- |
| 2010 | Monsters                     |           |           |                  |
| 2014 | Godzilla                     |           |           |                  |
| 2016 | Rogue One: A Star Wars Story |           |           |                  |
| 2023 | The Creator                  |           |           |                  |
| 2025 | Jurassic World Rebirth       |           |           |                  |

- Biblioteca Nacional de España: XX4938723
- Bibliothèque nationale de France: cb16526030n (data)
- Gemeinsame Normdatei: 1057980471
- International Standard Name Identifier: 0000 0001 2197 9586
- Library of Congress Control Number: no2011013017
- MusicBrainz: 57d6dbfb-42cf-485a-bc4c-f1a150a3635c
- Nationale Bibliotheek van Tsjechië: pna2009505163
- Nederlandse Thesaurus van Auteursnamen: 327961724
- Système universitaire de documentation: 153834676
- Virtual International Authority File: 165749242
- WorldCat: E39PBJxH43Gv866vkpJC4DPqQq